# Eric Knittel
Eric Knittel (ur. 20 kwietnia 1983 w Berlinie) – niemiecki wioślarz.

## Osiągnięcia
- Mistrzostwa Świata U-23 – Amsterdam 2005 – dwójka podwójna – 2. miejsce[1].
- Mistrzostwa Europy – Poznań 2007 – dwójka podwójna – 3. miejsce[1].
- Mistrzostwa Świata – Poznań 2009 – dwójka podwójna – 1. miejsce[1].
- Mistrzostwa Europy – Montemor-o-Velho 2010 – dwójka podwójna – 4. miejsce[1].